# Blondel (opéra rock)
Pour les articles homonymes, voir Blondel.
Blondel est un opéra-rock réalisé par Tim Rice (paroles) et Stephen Oliver (musique) en 1983, dont la trame est inspirée de la vie du troubadour Blondel de Nesle au moment de la troisième croisade.

## Histoire
Conçu par Tim Rice au cours de sa collaboration avec Andrew Lloyd Webber, le projet s'intitulait à l'origine Come Back, Richard, Your Country Needs You et un single du même titre a été enregistré en 1969. Le projet a été mis en veilleuse jusqu'à ce que Rice rencontre Stephen Oliver dans les années 1970, et les deux hommes ont commencé à travailler sur une comédie musicale centrée sur le roi Richard Ier d'Angleterre. Au fur et à mesure de son développement, le projet s'est concentré sur un ménestrel à la cour du roi, en quête de célébrité pop, et sur sa petite amie «  progressiste ». La comédie musicale est un divertissement comique mais aborde des sujets historiques, comme les événements essentiels de la troisième croisade à travers les yeux de l'environnement politique anglais. Bien que la comédie musicale mentionne fréquemment la croisade, elle n'est jamais montrée, à l'exception de l'emprisonnement de Richard en Autriche lors de son retour. La pièce traite également de l'une des nombreuses tentatives d'assassinat de Richard et de la tentative du prince Jean de ravir le trône d'Angleterre à son frère. 
Blondel a été créée à Londres le 2 novembre 1983 et a été jouée dans deux théâtres différents du West End moins de deux ans. Après plus de vingt ans d'absence sur une scène londonienne, la pièce est revenue au Pleasance Theatre d' Islington avec en vedette Abi Finley, demi-finaliste de l'émission à succès de la BBC1 How Do You Solve A Problem Like Maria ? et Chris Grierson, un habitué de la série pour adolescents Hollyoaks. Produite par Pete Shaw et réalisée par Patrick Wilde, la version renouvelée de Blondel a été diffusée pendant une saison limitée à six semaines. Rice a continué à développer le scénario et a créé une nouvelle version de la série. Cette version retravaillée  intitulée Lute ! a été présentée en première mondiale au UTEP Dinner Theatre de l'Université du Texas à El Paso du 27 janvier 2012 au 12 février 2012,.